# Quercus marlipoensis
Quercus marlipoensis är en bokväxtart som beskrevs av Hu Hsien-Hsu och Wan Chun Cheng. Quercus marlipoensis ingår i släktet ekar, och familjen bokväxter. Inga underarter finns listade.